# Sapa Assicurazioni-Frontini
Sapa Assicurazioni-Frontini oder Intercontinentale Assicurazioni war ein italienisches Radsportteam, das von 1978 bis 1979 bestand.

## Geschichte
Das Team wurde 1978 von Franco Cribiori gegründet. Im ersten Jahr erreichte das Team Platz 2 bei der Mailand-Turin, dritte Plätze beim Giro di Campania und beim Gran Premio Industria & Artigianato, Platz 5 beim Giro di Sardegna sowie Platz 19 bei der Lombardei-Rundfahrt und Platz 24 beim Giro d’Italia. 1979 wurden zweite Plätze bei der Coppa Placci, beim Giro di Puglia, ein dritter Platz bei GP Montelupo, vierte Plätze beim Giro di Romagna, der Coppa Sabatini, dem Giro di Toscana, Platz 5 beim Gran Fondo-La Seicento sowie Platz 11 beim Giro d’Italia und Platz 12 bei der Lombardei-Rundfahrt erzielt. Nach der Saison 1979 löste sich das Team auf und einige Fahrer wechselten mit Franco Cribiori zum Team Magniflex.

## Erfolge
1978
- eine Etappe Giro d’Italia
- eine Etappe Tirreno-Adriatico

1979
- Giro della Toscana
- Gran Premio Industria & Artigianato
- eine Etappe Tirreno-Adriatico

## Wichtige Platzierungen
| Grand Tour        | 1978 | 1979 |
| ----------------- | ---- | ---- |
| Giro d’ItaliaGiro | 15   | 9    |

| Monument            | 1978 | 1979 |
| ------------------- | ---- | ---- |
| Mailand–Sanremo     | 55   | 15   |
| Lombardei-Rundfahrt | –    | 6    |

## Bekannte Fahrer
- Paolo Rosola (1978–1979)
- Pietro Algeri (1978–1979)